# لوبثال
لوبثال (به انگلیسی: Lobethal) یک شهرک در استرالیا است که در استرالیای جنوبی واقع شده‌است.